# GY Андромеды
GY Андромеды (лат. GY Andromedae), HD 9996 — двойная звезда в созвездии Андромеды на расстоянии приблизительно 535 световых лет (около 164 парсеков) от Солнца. Видимая звёздная величина звезды — от +6,44m до +6,27m. Орбитальный период — около 272,99 суток.

## Характеристики
Первый компонент — белая вращающаяся переменная звезда типа Альфы² Гончих Псов (ACV) спектрального класса B9VpCrEu, или A2:VpSiSrCrEu, или A0. Масса — около 2,47 солнечных, радиус — около 2,6 солнечных, светимость — около 52 солнечных. Эффективная температура — около 10723 K.
Второй компонент — предположительно красный карлик спектрального класса M. Масса — около 0,1 солнечной. Удалён на 0,25 а.е..